# Hulman kaštanový
Hulman kaštanový (Presbytis rubicunda) je opice z čeledi kočkodanovití (Cercopithecidae) a podčeledi hulmani (Colobinae), jeden ze zástupců širšího rodu Presbytis. Jde o endemitní druh Bornea a přilehlých Karimatských ostrovů.

## Výskyt
Hulman kaštanový je široce rozšířen napříč ostrovem Borneo ve Velkých Sundách a žije i na přilehlých Karimatských ostrovech. Podle tradiční systematiky vytváří pět poddruhů (ssp. rubicunda, rubida, ignita, chrysea a carimatae), tyto poddruhy však byly vymezeny výhradně na základě vzhledu srsti a nenacházejí oporu v genetických datech.
Přirozeným prostředím hulmana kaštanového jsou různá lesní stanoviště, a to až do nadmořské výšky 2000 metrů. Toleruje i určitým způsobem narušené biotopy, například lesy po těžbě dřeva nebo obdělávané oblasti; nikdy však nebyl zaznamenán na plantážích palem olejných.

## Popis
Hulman kaštanový dosahuje délky těla až 58 cm, délky ocasu až 80 cm a hmotnosti až 7 kg. Mláďata se rodí bílá, dospělcům se postupně rozvíjí výrazná červenohnědá srst, o něco tmavší na končetinách. Kůže na obličeji je modrá. Charakteristiky srsti se mohou mezi jednotlivými populacemi různit, avšak klasifikace poddruhů na základě tohoto znaku je pochybná. 

## Chování

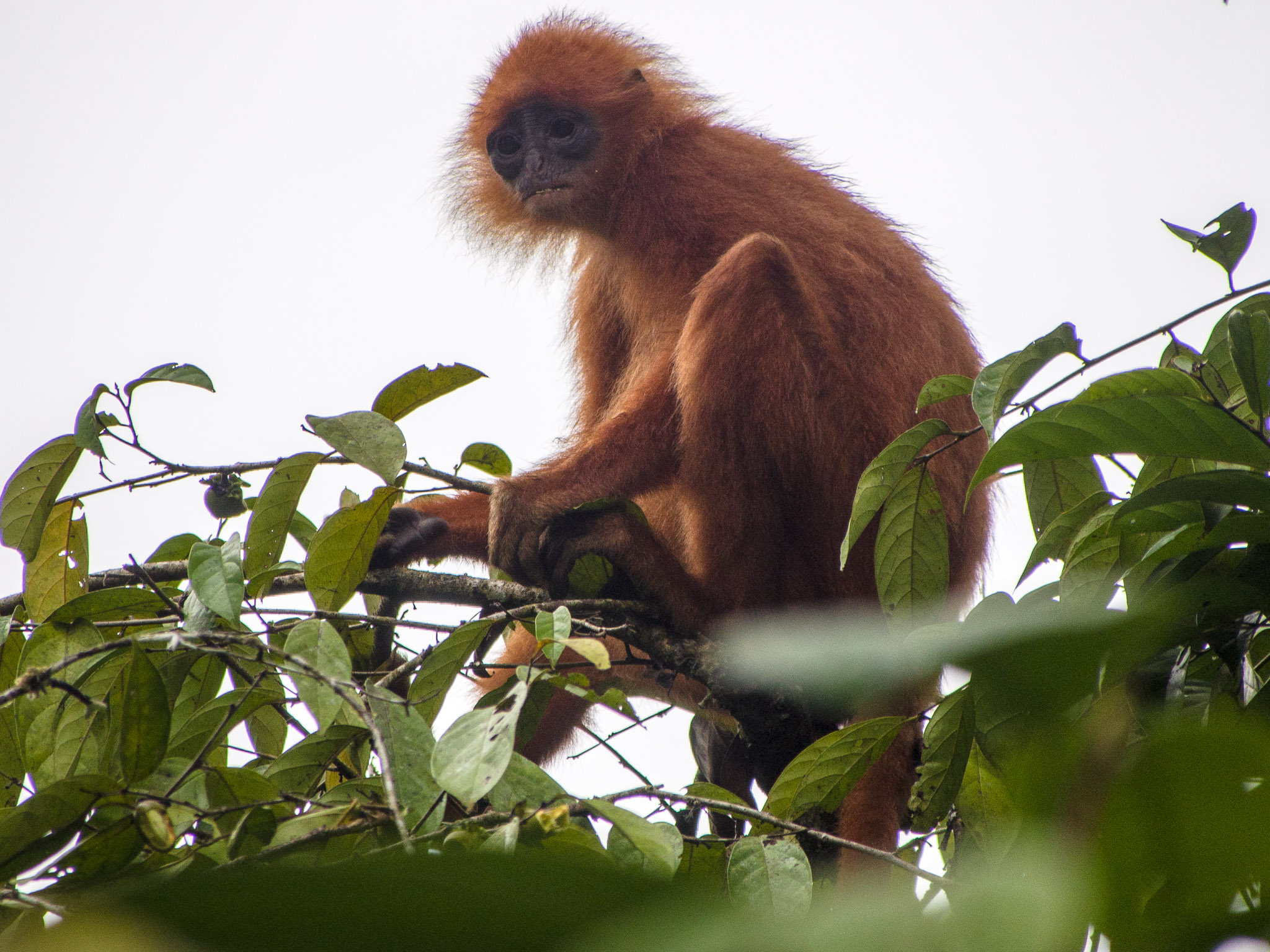
Dospělec

Hulmani kaštanoví žijí v jednosamcových sociálních skupinách, jejichž teritoria se mohou vzájemně překrývat. Tlupy typicky zahrnují 2 až 12 zvířat. Emigrace se objevuje ze strany samců i samic, přičemž pokud do některé skupiny imigruje nově příchozí samec, původní tlupa se rozštěpí. Samci si obecně hájí vnímavé samice, nikoli však potravní zdroje.
Hulman kaštanový je denní a převážně stromová opice, byť tráví množství času také na zemi. Jídelníček je proměnlivý a závisí i na stanovišti. Z obecného pohledu tvoří asi polovinu potravního spektra plody a semena, zhruba jednu třetinu pak mladé lístky, hulmani se však přiživují i termity. Některé populace se specializují na konzumaci velkých suchých lesních semen a k jiné stravě se vracejí pouze tehdy, když suché plody nejsou k dispozici. Objevuje se také geofágie – pojídání zeminy (ze stromových termitišť), což může opicím pomoci snížit kyselost žaludku nebo zvýšit příjem minerálních látek.
Pohlavní dospělosti dosahují samice asi ve dvou letech. Porody nevykazují sezónnost.

## Ohrožení
Navzdory tomu, že tato opice dokáže tolerovat různé typy lesů i určité disturbance biotopů, jde stále o druh, jenž je na lesních porostech existenčně závislý. Na základě toho je ohrožen masivním odlesňováním, jehož rychlost se na Borneu řadí mezi nejvyšší na světě a jehož účelem je zisk zemědělské půdy pro vysazování plantáží palem olejných. Mnoho populací hulmanů kaštanových navíc přežívá v rašelinných bažinatých lesích, které patří mezi zvlášť zranitelné ekosystémy. Na tyto problémy se nabaluje také lov.
Mezinárodní svaz ochrany přírody (IUCN) považuje ve svém vyhodnocení stavu ohrožení z roku 2020 hulmana kaštanového za zranitelný druh s klesající populací. Zároveň však poukazuje na fakt, že by měl být hulman kaštanový přeřazen mezi ohrožené druhy, a to na základě odhadovaného poklesu populací o více než 50 % s ohledem na posledních 30 let a předpokládané disturbance stanovišť v důsledku vysoušení rašelinišť, těžby dřeva a vypalování v příštích 15 letech (celkem 45 let, tj. za délka přibližně 3 generací).